# Гаевская, Надежда Станиславовна
Надежда Станиславовна Гаевская (1889, Екатеринослав — 1969, Москва) — советский гидробиолог, доктор биологических наук, профессор, заведующая кафедрой гидробиологии МТИРПиХ/КТИРПиХ (1932—1962).

## Биография
Родилась в Екатеринославе.
В 1903—1905 годах работала учительницей в начальных школах; обучалась на Лесгафтовских и Политехнических курсах в Санкт-Петербурге, затем работала ассистенткой по зоологии при Московских женских педагогических курсах имени Д. И. Тихомирова (при Обществе воспитательниц и учительниц, основанном в 1870 году).
В 1916 году окончила Московские высшие женские курсы. Научной работой начала заниматься будучи студенткой.
С 1917 года работала на кафедре зоологии, гидробиологии отделения рыбоведения Московского сельскохозяйственного института. Это отделение в 1923 году было преобразовано в рыбохозяйственный факультет Сельскохозяйственной академии имени К. А. Тимирязева.
В 1916—1926 годах выполнила ряд исследований по влиянию внешних факторов на водных беспозвоночных.
В 1928 году совместно с С. А. Зерновым создала в Москве Гидробиологический музей (в дальнейшем переведён в Калининград; с 1988 года носит её имя).
В 1926–1934 годах в составе экспедиции АН СССР провела исследования инфузорий озера Байкал, обнаружила и описала 3 новых семейства, 10 родов и 42 их вида.
С 1935 года — доктор биологических наук (степень присвоена без защиты диссертации по совокупности научных работ); с 1934 года — профессор Московского института рыбной промышленности (ныне Калининградский государственный технический университет).
В 1948—1954 годах участвовала в работах на биологических научных станциях Чёрного моря, в научных экспедициях на Баренцево и Японское моря.
Создатель одной из научных школ отечественной гидробиологии, оригинального направления гидробиологической науки по определению продуктивных ресурсов водоемов. Совместно с учениками исследовала питание и пищевые взаимоотношения почти всех основных групп беспозвоночных пресных вод. Разработанный ею метод раздельного культивирования ракообразных и водорослей как корма позволил создать кормовую базу для выращивания в искусственных условиях молоди ценных рыб.
Состояла членом редколлегии «Зоологического журнала», журнала «Вопросы ихтиологии», «Трудов Всесоюзного гидробиологического общества». В течение десяти лет являлась учёным секретарём Общества исследований воды и её жизни, созданного С. А. Зерновым в 1923 году; а впоследствии стала одним из основателей Всесоюзного гидробиологического общества Академии наук СССР (осн. 1947). Также много лет состояла членом бюро Межведомственной ихтиологической комиссии.
Автор многочисленных научных работ, учебников.
Надежда Станиславовна Гаевская умерла 30 августа 1969 года в Москве. Урна с её прахом находится в колумбарии Новодевичьего кладбища (125 секция, место 4-1).

## Награды
- За научную и педагогическую деятельность награждена орденом «Знак Почёта» (1936).
- Награждена орденом Ленина (1951).

## Память
- В 1988 году имя профессора Н. С. Гаевской присвоено Гидробиологическому музею Калининградского технического института рыбной промышленности и хозяйства (КТИРПиХ; ныне — Калининградский государственный технический университет).

## Основные труды
- Определитель фауны и флоры северных морей СССР / Под ред. проф. Н. С. Гаевской. Сост.: Г. Г. Абрикосов, Н. А. Березина, З. С. Бронштейн и др. — М.: Советская наука, 1948. — 740 с. — 7000 экз.
- Гаевская Н. С. Роль высших водных растений в питании животных пресных водоемов / АН СССР. Всесоюзное гидробиологическое общество. — М.: Наука, 1966. — 328 с. — 1200 экз.